# Germán González Reyes
Germán González Reyes es un abogado colombiano, nacido en Bogotá, Cundinamarca el 13 de julio de 1965. Estudió Derecho en la Pontificia Universidad Javeriana y es especialista en Derecho Internacional del Transporte de la Universidad Externado de Colombia. Fue viceministro de Comunicaciones entre enero de 2005 y septiembre de 2006, socio de una firma de abogados en Bogotá y director de la Oficina Europea de Coordinación de Asistencia a Colombia para la implantación de la TDT. En 2016 fue nombrado gerente de la Empresa de Acueducto y Alcantarillado de Bogotá.

## Biografía
Nació en Bogotá el 13 de julio de 1965. Se casó con Mónica Bozón con quien tiene dos hijos, Juan Daniel y Maria.
Realizó sus estudios primarios y secundarios en el Gimnasio Campestre de Bogotá donde recibió la Orden de San Jorge en el grado de Caballero, reconocimiento que otorga el Colegio a sus alumnos más destacados y sobresalientes. Obtuvo su título de bachiller en el año 1982. En 1983 ingresa a la Pontificia Universidad Javeriana donde estudia Derecho y Socieconomía; culminó sus estudios en 1987. Posteriormente en 1994 realizó una Especialización en Derecho del Transporte en la Universidad Externado de Colombia.
Durante toda su vida laboral ha trabajado tanto en el sector privado como en el público, en este último ha trabajado en entidades como Telecom, ETB, la Superintendencia de Servicio Públicos Domiciliarios y el Ministerio de Comunicaciones entre otras. Ha sido profesor de la Pontificia Universidad Javeriana, donde dictó la Cátedra Servicios Públicos Domiciliarios a los alumnos de quinto año.
El 17 de enero de 2005 fue nombrado viceministro de Comunicaciones, cargo que desempeñó hasta septiembre de 2006. Durante este periodo, González Reyes fue el responsable de negociar los Capítulos de Telecomunicaciones y Comercio Electrónico del TLC con Estados Unidos. Igualmente fue el responsable de representar al Ministerio ante organismos internacionales de las comunicaciones como el Comité Andino de las Telecomunicaciones (CAATEL), ITSO y foros como el eLAC. Durante su Viceministerio se adjudicaron las frecuencias para la tecnología WIMAX en la Banda 3,5 GHz con cubrimiento nacional para los operadores ETB, Telecom y Orbitel y se llevó el proceso de licitación para las licencias departamentales que se adjudicaron en el año 2007. Realizó el acompañamiento con la ministra en el proceso de búsqueda de socio estratégico para la empresa de la Nación Telecom, finalmente adjudicado a Telefónica de España.
Germán González Reyes tiene su columna de opinión en el periódico El Espectador, donde escribe desde el 18 de mayo de 2008 acerca de los temas de interés y actualidad en el sector de las telecomunicaciones.
Desde finales de octubre de 2008 se ha desempeñado como el director de la Oficina Europea de Coordinación de Asistencia a Colombia para la implantación de la TDT.

### Cargos desempeñados
Entre algunos de sus cargos desempeñados hasta el momento se encuentran:
- Vicepresidente de Asuntos Corporativos y Secretario General encargado de Ecopetrol S.A. [8]
- Viceministro de Comunicaciones de Colombia.
- Secretario general de Colombia Telecomunicaciones S.A. ESP -Telecom.
- Vicepresidente jurídico de la ETB.
- Asesor jurídico del superintendente delegado para Energía y Gas de la Superintendencia de Servicios Públicos Domiciliarios.
- Jefe de Oficina Jurídica de la Fiduciaria del Estado S.A.
- Secretario general del Fondo Rotatorio del Ministerio de Justicia
- Director de la Oficina Europea de Coordinación de Asistencia a Colombia para la implantación de la TDT.
- Gerente de la Empresa de Acueducto de Bogotá.